# Тулгеш (комуна)
Тулгеш (рум. Tulgheș) — комуна у повіті Харгіта в Румунії. До складу комуни входять такі села (дані про населення за 2002 рік):
- Пінтік (102 особи)
- Реча (155 осіб)
- Тулгеш (3169 осіб) — адміністративний центр комуни
- Хагота (170 осіб)

Комуна розташована на відстані 282 км на північ від Бухареста, 66 км на північ від М'єркуря-Чука, 140 км на захід від Ясс, 146 км на північ від Брашова.

## Населення
За даними перепису населення 2002 року у комуні проживали 3596 осіб.
Національний склад населення комуни:
| Національність | Кількість осіб | Відсоток |
| -------------- | -------------- | -------- |
| румуни         | 2455           | 68,3%    |
| угорці         | 1114           | 31,0%    |
| цигани         | 23             | 0,6%     |
| німці          | 1              | < 0,1%   |
| чехи           | 1              | < 0,1%   |

Рідною мовою назвали:
| Мова      | Кількість осіб | Відсоток |
| --------- | -------------- | -------- |
| румунська | 2468           | 68,6%    |
| угорська  | 1117           | 31,1%    |
| циганська | 10             | 0,3%     |

Склад населення комуни за віросповіданням:
| Релігія        | Кількість осіб | Відсоток |
| -------------- | -------------- | -------- |
| православні    | 2355           | 65,5%    |
| римо-католики  | 1124           | 31,3%    |
| адвентисти     | 50             | 1,4%     |
| реформати      | 23             | 0,6%     |
| греко-католики | 9              | 0,3%     |
| унітарії       | 8              | 0,2%     |
| не релігійні   | 8              | 0,2%     |
| баптисти       | 3              | 0,1%     |
| п'ятдесятники  | 2              | 0,1%     |
| атеїсти        | 1              | < 0,1%   |